# Pere Ventura
Pere Ventura Morell, genannt Pere Ventura, (* 7. April 1959 in Barcelona; † 3. April 2014 in Madrid) war ein spanischer Schauspieler für Theater, Film und Fernsehen, der für seine Nebenrollen in den beiden letztgenannten in Spanien bekannt war.

## Leben

### Theater
Ventura arbeitete von 1995 bis 2002 als Theaterschauspieler unter der Regie von Sergi Belbel, Toni Casares und Calixto Bieito.

### Fernsehen
Er war von 2010 bis 2011 in seiner Rolle des „Ministro Agricultura“, des Landwirtschaftsministers, Teil der seit 2001 in Spanien laufenden Serie Cuéntame cómo pasó. 2011 spielte er bei der Serie Crematorio – Im Fegefeuer der Korruption mit.

### Film/Kino
Nebenrollen hatte er unter anderem in den Filmen Drei Meter über dem Himmel, Julia's Eyes oder The Last Days – 12 Wochen nach der Panik. Sein Schaffen seit Mitte der 1990er Jahre umfasst mehr als drei Dutzend Film- und Fernsehproduktionen.

## Weblink
Pere Ventura bei IMDb
| Personendaten    | Personendaten                             |
| ---------------- | ----------------------------------------- |
| NAME             | Ventura, Pere                             |
| ALTERNATIVNAMEN  | Ventura Morell, Pere (vollständiger Name) |
| KURZBESCHREIBUNG | spanischer Schauspieler                   |
| GEBURTSDATUM     | 7. April 1959                             |
| GEBURTSORT       | Barcelona                                 |
| STERBEDATUM      | 3. April 2014                             |
| STERBEORT        | Madrid                                    |